# Saprolegnia parasitica
Saprolegnia parasitica Coker – gatunek organizmów grzybopodobnych zaliczanych do lęgniowców. Grzyb wodny, u ryb wywołujący chorobę zwaną saprolegniozą.

## Systematyka i nazewnictwo
Pozycja w klasyfikacji według Index FungorumSaprolegnia, Saprolegniaceae, Saprolegniales, Saprolegniidae, Peronosporea, Incertae sedis, Oomycota, Chromista.
Synonimy
- Isoachlya parasitica (Coker) Nagai 1931
- Saprolegnia parasitica var. kochharii Chaudhuri & Kochhar 1935

## Charakterystyka
W fazie bezpłciowej Saprolegnia parasitica uwalnia pływki (zoospory). W ciągu kilku minut pływka otorbia się, kiełkuje i uwalnia kolejną pływkę z dwoma różniącymi się wiciami. Druga pływka żyje dłużej; porusza się w wodzie szukając pokarmu, a jeśli go nie znajdzie znów otorbia się i uwalnia nową pływkę. Proces ten zwany poliplanetyzmem może powtarzać się 6-krotnie. Kiedy pływka znajdzie odpowiednie podłoże, za pomocą otaczających ją włosków przyczepia się do niego i może rozpocząć fazę rozmnażania płciowego. Włoski te mają haczykowate zakończenia zwiększające możliwość infekcji. Po skolonizowaniu podłoża wytwarza męskie i żeńskie gametangium: (plemnię (anterydium) i lęgnię (oogonium). Te łączą się ze sobą za pomocą włostka. W wyniku zapłodnienia powstaje zygota, a z niej oospora.
Zakażenia ryb dokonują głównie pływki. Po przyczepieniu się do powierzchni ciała ryby z pływki tworzy się grzybnia, która wrasta do ciała ryby, do jej naczyń krwionośnych, mięśni i innych tkanek. Na powierzchni ciała ryby powstają widoczne białe lub szare plamy grzybni. Po skolonizowaniu ciała ryby następuje bezpłciowe (bardziej produktywne) lub płciowe rozmnażanie patogenu.
|  |  |  |  |

## Występowanie
Saprolegnia parasitica jest szeroko rozpowszechniona, głównie w wodach na obszarze o klimacie umiarkowanym (Europa, Chile, Japonia i Kanada), występuje również w Polsce. Atakuje ryby dziko żyjące, hodowane w stawach i akwariach.
Należy do grupy gatunków Saprolegnia prowadzących pasożytniczy tryb życia. Pasożytem jest również blisko z nią spokrewniona Saprolegnia diclina.